# CodeIgniter
O CodeIgniter é um framework de desenvolvimento de aplicações em PHP.
Seu objetivo, por meio de um abrangente conjunto de bibliotecas voltadas às tarefas mais comuns, de uma interface e uma estrutura lógica simples para acesso àquelas bibliotecas, é possibilitar que o usuário desenvolva projetos mais rapidamente do que se estivesse codificando do zero A primeira versão pública do CodeIgniter foi lançada em 28 de fevereiro de 2006.
O CodeIgniter permite que se mantenha o foco em um projeto, minimizando a quantidade de código necessário para uma dada tarefa.
CodeIgniter foi desenvolvido sobre o paradigma da programação Orientada a Objetos sob o padrão de arquitetura de software MVC, mas também já dá suporte à metodologia HMVC, um nível hierárquico acima, absorvendo cada tríade MVC, tornando-a modular e, até certo ponto, independente das demais. Por ser mais recente e não nativo do Code Igniter, o HMVC exige o download de alguns arquivos e a criação do diretório 'Modules' para que funcione corretamente.
Este padrão de arquitetura de software vem sendo adotado como uma solução para a separação das camadas de código e abstrações de objetos por diversas outras plataformas e linguagens de programação como o ASP.NET, Java, Ruby on Rails entre outros. Essa recorrência no uso desta arquitetura tem feito autores apontarem MVC também como um design pattern.
Rasmus Lerdorf (o criador do PHP) expressou que gostava do CodeIgniter "porque é rápido, ligeiro e parece pouco um entorno".
No dia 6 de outubro de 2014 a EllisLab, até então a mantenedora do projeto CodeIgniter anunciou que uma nova instituição seria a responsável pela sequência do framework. A escolhida foi BCIT (British Columbia Institute of Technology), um instituto politécnico de ensino superior e tecnologia aplicada com mais de 48 mil alunos, localizado em Vancouver, no Canadá. O professor de tecnologias web, James Parry, que já ensinava CodeIgniter para seus mais de 150 alunos na escola de computação será o novo líder do projeto.

## Bibliotecas
- Benchmarking:  Uma classe sempre ativa dentro do framework desde o momento que o usuário utiliza em seus projetos pessoais e só é finalizado quando utilizado a classe com a função de saída.